# Велезо
Велѐзо (на италиански: Veleso; на ломбардски: Veles, Велез) е село и община в Северна Италия, провинция Комо, регион Ломбардия. Разположено е на 826 m надморска височина. Населението на общината е 219 души (към 2017 г.).